# Великий Утлюг (платформа)
Великий Утлюг — колишній пасажирський залізничний зупинний пункт Запорізької дирекції Придніпровської залізниці на електрифікованій лінії Федорівка — Джанкой між станціями Якимівка (15 км) та Сокологірне (11 км). Розташовувався за 1 км від села Семихатки Мелітопольського району Запорізької області.

## Історія
Зупинний пункт відкритий у  1895 році. 
У 1970 році лінія, на якій розташований зупинний пункт, електрифікована постійним струмом (=3 кВ) в складі дільниці Мелітополь — Сімферополь.

## Пасажирське сполучення
На зупинному пункті  Великий Утлюг посадка та висадка пасажирів на приміські електропоїзди напрямку Запоріжжя — Новоолексіївка / Сиваш не здійснюється (зупинка для електропоїздів скасована).